# Bitwa pod Pragą

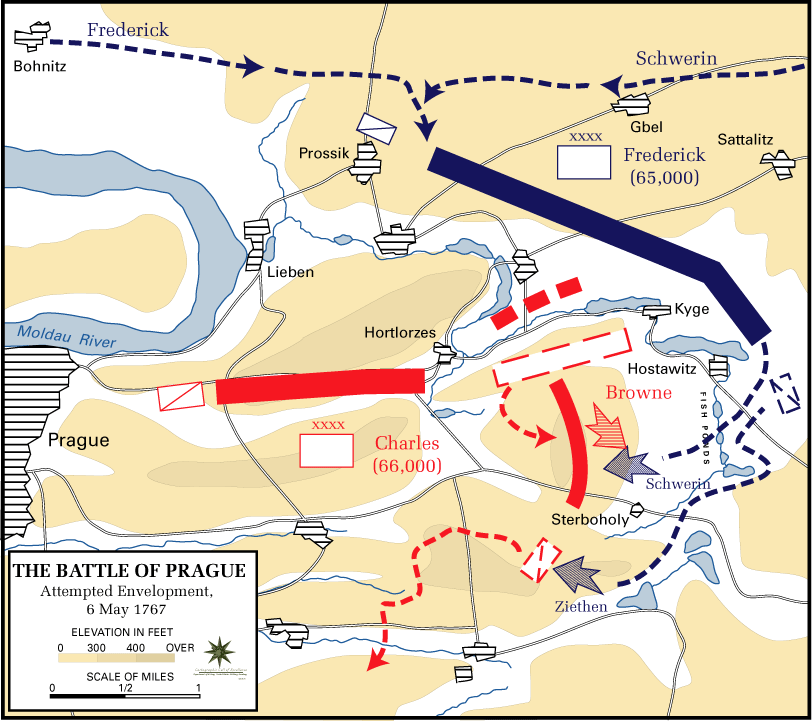
I faza bitwy

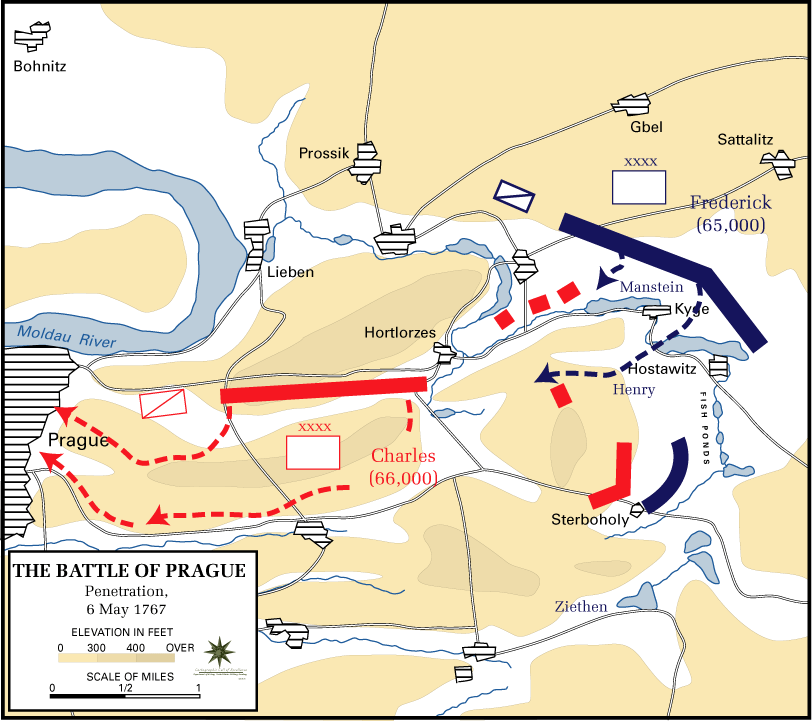
II faza bitwy

Bitwa pod Pragą – starcie zbrojne, które miało miejsce 6 maja 1757 r. między wojskami pruskimi króla Fryderyka II Wielkiego i feldmarszałka Kurta Christopha von Schwerina a wojskami habsburskimi dowodzonymi przez księcia Karola Lotaryńskiego i feldmarszałka Browne’a.

## Prolog
Najazd pruski na Saksonię w 1756 i wkroczenie na ziemie Habsburgów (Bitwa pod Lovosicami) spowodowały zawiązanie przez zagrożoną Austrię koalicji antypruskiej. Dzięki wysiłkom austriackich dyplomatów weszły w jej skład Francja, Rosja, Szwecja, a także kraje Rzeszy – po uznaniu przez Sejm Rzeszy Prus za agresora. Z kolei Prusy zawiązały sojusz z Wielką Brytanią i, pozostającym w unii z Wielką Brytanią, Hanowerem.
Po przerwie operacyjnej zimą z 1756 na 1757 obie strony sposobiły się do działań ofensywnych. Do akcji ze strony sił antypruskiej koalicji miało wejść ok. 410 tys. żołnierzy (150 tys. austriackich, 130 tys. francuskich, 80 tys. rosyjskich, 30 tys. wojsk Rzeszy i 20 tys. szwedzkich). Po stronie przeciwników do boju sposobiło się ok. 200 tys. wojsk pruskich (150 tys. w polu i 50 tys. w twierdzach) oraz 47 tys. ich sprzymierzeńców w Hanowerze.
Chcąc uprzedzić uderzenie przeciwnika i zadać decydujący cios głównemu przeciwnikowi w wojnach śląskich, Austrii, 18 kwietnia 1757 r. Fryderyk II na czele swoich wojsk wkroczył do Czech. Wojska pruskie, maszerując w czterech kolumnach liczących łącznie 140 000 żołnierzy, szybkim marszem podeszły pod mury stolicy Czech – Pragi, gdzie napotkały wojska austriackie pragnące nie dopuścić do utraty miasta.

## Strategia
Armia księcia Karola zajmowała umocnione pozycje generalnie frontem na północ wzdłuż wzgórz (Góra Żiżkowa, Góra Szańcowa, Tabor). Dostęp do nich od północy osłaniała rzeczka Rokytka. Na prawym skrzydle w rejonie wzgórza Homole frontem na wschód stała jazda gen. kawalerii Josepha Lucchese d'Averna (3100 ludzi) i Ludwika Karla von Brettlacha (2 000 ludzi). Na północ od nich ugrupowała się piechota prawego skrzydła felzeugmeistera Königsegga (19 000 ludzi). Jego wojska stały na północnych stokach góry Tabor i na lewo od niej frontem na północ. Piechotą lewego skrzydła (22 tys. żołnierzy) dowodził felzeugmeister Karl Gustav von Kheul. Jego siły rozciągały się wzdłuż kompleksu Wzgórza Szańcowego. Na skrajnym lewym skrzydle – za Żiżkową Górą, prawie już u bram Pragi stały 2 dywizje jazdy (łącznie 4 100 żołnierzy). W odwodzie znajdowało się ok. 8 000 żołnierzy. Nieobsadzony natomiast pozostawał odcinek rzeczki Rokytki na wschód od góry Tabor, gdyż dowództwo austriackie uznało, iż atak przez tamtejsze mokradła jest niemożliwy (poza tym liczono, że z tamtej strony nadejdą siły śpieszącego ku Pradze feldmarszałka von Dauna
Fryderyk, który 5 maja wieczorem zlustrował pozycje austriackie uznał je za bardzo silne. Lecz, gdy podjazdy doniosły mu, iż mokradła po prawej stronie szyku wroga nie są obsadzone – tam właśnie postanowił uderzyć następnego dnia. Swemu prawemu skrzydłu (ks. Henryk Pruski i gen. Peter Ernst de Pennavaire – razem ok. 5 200 jazdy i ok. 7 500 piechoty) postawił zadanie wiązania sił austriackich wzdłuż linii wzgórz. Reszta sił głównych (von Schwerin) miała mocno uderzyć na prawą flankę wojsk austriackich i zwinąć ich szyk w kierunku Pragi. Odwód stanowiło 5 200 konnych pod dowództwem gen. Hansa Joachima von Zeithena.

## Bitwa
O godzinie 3.00 nad ranem 6 maja rozpoznanie doniosło księciu Karolowi o ruchach wojsk pruskich. Ogłoszono gotowość bojową. Książę Karol przejął osobiste dowodzenie nad lewym skrzydłem, prawe powierzając feldmarszałkowi Browne’owi i gen. Lucchese. Austriacy jednak nie obsadzili stanowisk bojowych, nie spodziewając się, iż Prusacy zaatakują ich potężną pozycję. Nie ściągnięto także wysłanych wcześniej do Pragi po obrok kawalerzystów (po 325 ludzi i koni z każdego regimentu – łącznie ok. 5000 ludzi czyli 40% kawalerii austriackiej). Po godzinie 6.00 wojska austriackie zostały też wezwane na msze. Spokój wkrótce został przerwany, gdyż Prusacy ruszyli. W pośpiechu zajmowano stanowiska i zaczęto ściągać żołnierzy wysłanych po obrok. Jednak Prusacy nie uderzyli frontalnie, lecz skręcili na wschód. Początkowo książę Karol uważał, iż chcą oni dokonać głębokiego obejścia, lub też przeciąć połączenia z von Daunem. Dopiero, gdy kolumny pruskie skręciły na południe, kierując się wprost w mokradła Rokytki zrozumiano pruskie intencje. Gorączkowo zaczęto tworzyć linie obrony. Miało je obsadzić łącznie 22 tys. piechoty i 12 tys. jazdy skierowanych frontem na wschód pod ogólnym dowództwem Browne'a.
Około godziny 10.00 gdy Austriacy wciąż byli w trakcie przegrupowania nadciągnęli Prusacy pod dowództwem von Schwerina. Mimo że jeszcze nie wszystkie siły przeprawiły się przez Rokytkę – Schwerin ruszył do ataku mając 9000 piechoty i 3400 jazdy (w zdecydowanej większości oddziały śląskie). Uderzenie pruskie odbyło się bez strzelania i przy słabym wsparciu artylerii (Schwerin nie doceniał artylerii) co miało się srodze zemścić. Pod silnym ogniem piechoty i artylerii austriackiej – pruskie natarcie załamało się. Zginęło lub zostało rannych 4 z 5 generałów prowadzących atak. Widząc zamieszanie w szeregach pruskich feldmarszałek Browne nakazał kontratak. Zaatakowane oddziały pruskie rzuciły się do ucieczki. Próbował ją powstrzymać von Schwerin – jednak zginął od kartaczy austriackich. Było to około godziny 11.00. Jego śmierć spotęgowała jeszcze chaos wśród sił pruskich. W trzy kwadranse spośród 9 000 żołnierzy Prusacy stracili ok. 4000 (w tym ok. 900 jeńców) oraz kilka dział i chorągwi. Natarcie austriackie powstrzymało 7 500 żołnierzy 2 linii, którzy biegiem przedostali się przez groble. Na powstrzymanie austriackiego natarcia miała też wpływ ciężka rana Browne’a (zmarł 26 czerwca).
Jednocześnie – na południe od piechoty walczyła kawaleria. Dwie szarże pruskie nie doprowadziły do przełamania linii austriackich a za to doprowadziły do zmęczenia koni. Do akcji weszły rezerwy pruskiej kawalerii von Zeithena. Jednakże również trzecia szarża była nieudana. Po niej do pościgu ruszyli Austriacy i gdy się wydawało, iż zwycięstwo jest już blisko – w tumanach kurzu nastąpiło totalne zamieszanie. Austriacy przekonani, że są okrążeni – rzucili się do panicznej ucieczki, porywając ze sobą księcia Karola. Prusacy poszli do pościgu kompletnie rozbijając przeciwnika. Jednak nie wykorzystano w pełni tego sukcesu, gdyż większość jazdy pruskiej mając konie zamęczone 3 szarżami nie była zdolna do działań, zaś siły von Zeithena po zajęciu obozu jazdy austriackiej zajęły się jego rabowaniem.
Pruska piechota tymczasem (11.00 – 11.30), po pozbieraniu się ruszyła całą siłą prawego skrzydła (ok. 24 500 ludzi) w kierunku wykrytej luki w ugrupowaniu przeciwnika spowodowanej opóźnieniami w przegrupowaniu. Po pokonaniu sił austriackich ruszyła do pościgu.
Austriacy utworzyli nową linię obrony na stokach Taboru a następnie nad jarem w okolicy Malešic na zachód od Góry Tabor. Nad jarem uszykowały się główne siły piechoty austriackiej – ok. 27 500 ludzi wspieranych przez 3–4 tys. kawalerii. Prusacy atakowali frontalnie i jak zwykle bez strzelania – stąd też walki o jar, mimo że trwały tylko pół godziny były bardzo krwawe. Zginęło lub odniosło rany kilka tys. ludzi, zaś niektóre pruskie regimenty straciły aż do 70% stanu. Pozycję zdołano pokonać dopiero po przybyciu drugiej linii wojsk pruskich i po ataku wojsk księcia Henryka Pruskiego z północy, w wyniku którego zajęto Górę Szańcową. Po utracie pozycji nad jarem – większość piechoty austriackiej i część kawalerii zaczęła wycofywać się do Pragi. Ich odwrót osłaniało 17 batalionów dotychczas nie zaangażowanych poważniej w boju, które odparły natarcia pruskie, po czym również wycofały się do miasta. Na południe wycofało się ok. 6 tys. piechoty i 7 tys. jazdy oraz kilkanaście dział.
Austriacy bitwę przegrali, ale nie zostali rozbici i wycofali się w porządku, wzmacniając m.in. załogę Pragi. Fryderyk nie osiągnął też swojego celu strategicznego, a chwilowe zwycięstwo okupił bardzo dużymi stratami. Miały one konsekwencje podczas bitwy pod Kolinem, kiedy to Fryderykowi zabrakło kilku tysięcy żołnierzy, co zaważyło o losie kampanii i całej wojny.